# Boy Kemper
Boy Kemper (Purmerend, 21 juni 1999) is een Nederlands voetballer die als verdediger voor NAC Breda speelt.

## Carrière
Kemper speelde in de jeugd van FC Volendam en AFC Ajax, waar hij bij Jong Ajax in het betaald voetbal debuteerde. Dit was op 18 augustus 2017, in een met 1-2 gewonnen uitwedstrijd tegen SC Cambuur. Hij startte in de basis en speelde de hele wedstrijd. Zijn vader is voormalig wielrenner Gerard Kemper en zijn zus, Stephanie Kemper, is voetbalster bij Telstar.

## Clubstatistieken
| Seizoen                   | Club           | Competitie     | Competitie | Competitie | Beker | Beker | Totaal | Totaal |
| Seizoen                   | Club           | Competitie     | Wed.       | Dlp.       | Wed.  | Dlp.  | Wed.   | Dlp.   |
| ------------------------- | -------------- | -------------- | ---------- | ---------- | ----- | ----- | ------ | ------ |
| 2017/18                   | Jong Ajax      | Eerste divisie | 4          | 0          | –     | –     | 4      | 0      |
| 2018/19                   | Jong Ajax      | Eerste divisie | 17         | 0          | –     | –     | 17     | 0      |
| 2019/20                   | Jong Ajax      | Eerste divisie | 20         | 1          | –     | –     | 20     | 1      |
| 2020/21                   | ADO Den Haag   | Eredivisie     | 26         | 1          | 2     | 0     | 28     | 1      |
| 2021/22                   | ADO Den Haag   | Eredivisie     | 32         | 1          | 2     | 0     | 34     | 1      |
| 2022/23                   | ADO Den Haag   | Eerste divisie | 25         | 2          | 2     | 0     | 27     | 2      |
| 2023/24                   | NAC Breda      | Eerste divisie | 21         | 2          | 1     | 0     | 22     | 2      |
| 2024/25                   | NAC Breda      | Eredivisie     | 29         | 1          | 0     | 0     | 29     | 1      |
| Carrièretotaal            | Carrièretotaal | Carrièretotaal | 174        | 8          | 7     | 0     | 181    | 8      |
| Bijgewerkt op 25 mei 2025 |                |                |            |            |       |       |        |        |

1 Kortsmit ·
2 Lucassen ·
4 Kemper ·
5 Van den Bergh  ·
6 Staring ·
7 Garbett ·
8 Leemans ·
9 Kostorz ·
10 Ómarsson ·
11 Paula ·
12 Greiml ·
14 Kaied ·
15 Mahmutović ·
16 Balard ·
17 Kuijpers ·
18 Van Reeuwijk ·
19 Fernandes ·
20 Oldrup Jensen ·
23 Kongolo ·
25 Valerius ·
28 Mol ·
29 Van Hooijdonk ·
30 Versluis ·
31 Lamprou ·
37 Van Lare ·
39 Janošek ·
44 Busi ·
55 Sowah ·
77 Sauer ·
99 Bielica ·
Coach: Hoefkens
· Assistent-trainer: Güvenç
· Assistent-trainer: Kaczmarek
· Keeperstrainer: Babos